# 网目海参
网目海参（学名：[Holothuria ocellata] 错误：{{Lang}}：文本有斜体标记（帮助））为海参科海参属的动物。分布于红海、马尔代夫群岛、斯里兰卡、孟加拉湾、印度尼西亚、澳大利亚以及中国大陆的广东、广西、北部湾沿岸等地，常生活于水深12-78米的沙底或泥质沙底。该物种的模式产地在印度尼西亚。